# Phlogiellus mutusularis
Phlogiellus mutusularis é uma espécie de aranha pertencente à família Theraphosidae (tarântulas).